# 蔡堂镇
蔡堂镇，是中华人民共和国山東省菏泽市单县下辖的一个乡镇级行政单位。

## 行政区划
蔡堂镇下辖以下地区：
蔡堂村、河滩村、杨平楼村、苏双楼村、陈溜村、郝庄村、管庄村、草庙村、辛羊庙村、杨庄村、因庄村、邵庙村、黄菜园村、黄楼村、李寨村、张楼村、后刘庄村、姜马村、安溜村、孔集村、安楼村、岳庄村、高台子村、朱老家村、许王庄庄村和梅庄村。